# Jämmerdalen
Jämmerdalen är ett naturreservat i Ljusnarsbergs kommun i Örebro län.
Området är naturskyddat sedan 2005 och är 163 hektar stort. Reservatet omfattar flera trånga sprickdalar med bergtoppar emellan. Reservatet består av granskog och tallar och våtmarker kring Småtjärnarna i norr.